# 茶槁楠
茶槁楠（学名：Phoebe hainanensis），为樟科楠属下的一个植物种。其种加词“hainanensis”意为“海南的”。